# Ludwig Landmann

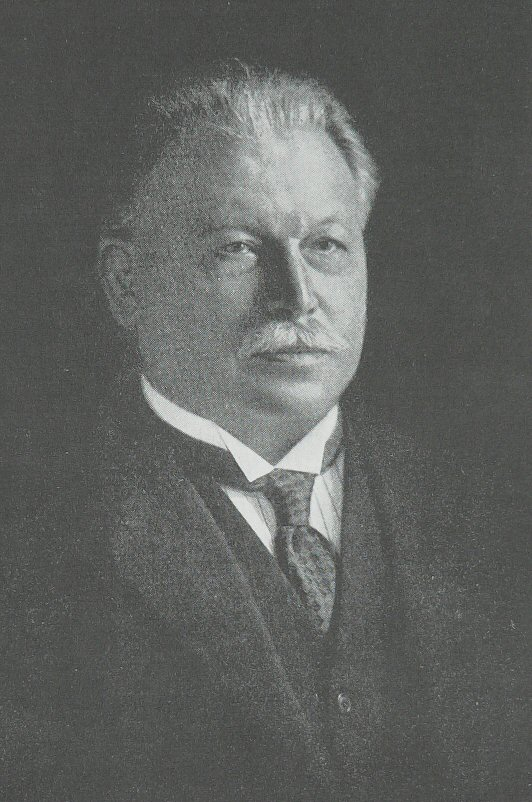
Ludwig Landmann

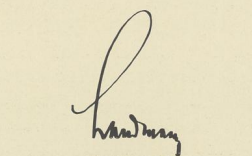

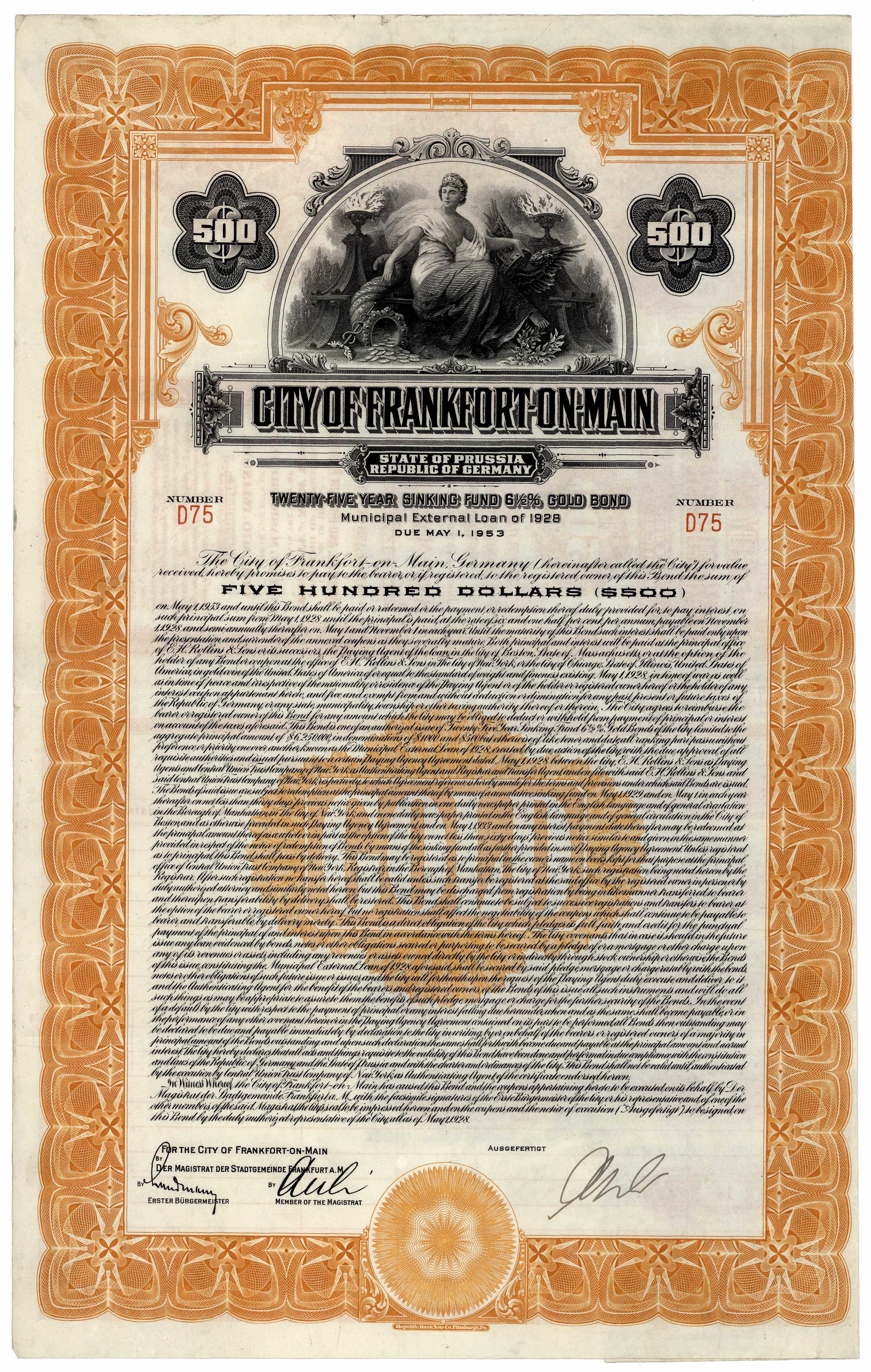
Auslandsanleihe der Stadt Frankfurt/Main vom 1. Mai 1928, signiert vom ersten Bürgermeister Ludwig Landmann

Ludwig Landmann (* 18. Mai 1868 in Mannheim; † 5. März 1945 in Voorburg, Niederlande) war ein liberaler deutscher Kommunalpolitiker der Weimarer Republik. Landmann gehörte während des Kaiserreichs zunächst den Nationalsozialen, dann der Fortschrittlichen Volkspartei und nach 1918 schließlich der Deutschen Demokratischen Partei an. Von 1924 bis 1933 war er Oberbürgermeister von Frankfurt am Main.

## Leben

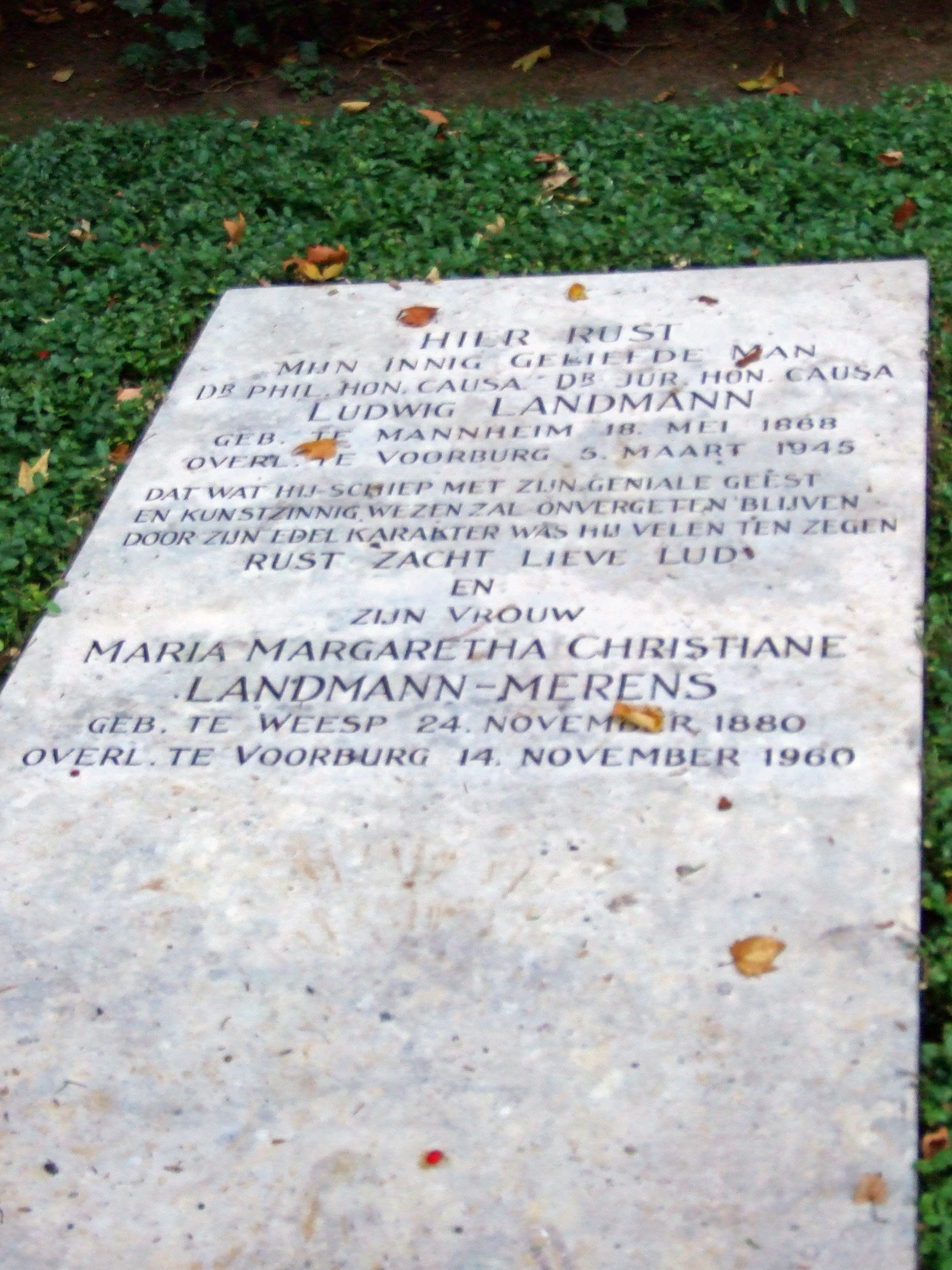
Grab auf dem Hauptfriedhof in Frankfurt am Main

Landmann absolvierte nach dem Abitur am Mannheimer Gymnasium ein Studium der Rechtswissenschaften in Heidelberg, Berlin und München. 1894 begann er bei der Stadtverwaltung Mannheim als juristischer Hilfsarbeiter. Er wurde zum engen Mitarbeiter von Oberbürgermeister Otto Beck (1846–1908) und 1898 zum Stadtsyndikus ernannt. Nebenbei hielt er Vorlesungen an der Handelshochschule und 1917 verlieh ihm die Universität Heidelberg die Ehrendoktorwürde. Zweimal, in den Spielzeiten 1912/13 und 1914/15, übernahm er auch interimsweise die Intendanz am Nationaltheater Mannheim. Der 1913 gewählte Oberbürgermeister Theodor Kutzer wollte für Landmann einen vierten Bürgermeisterposten einrichten, was aber vom Stadtrat abgelehnt wurde. Als Kutzer einen Teil seines Aufgabenbereiches an Landmann übertragen wollte, kam es erneut zu Differenzen mit dem Stadtrat, woraufhin Landmann den Dienst quittierte.
Am 26. Oktober 1916 wurde er zum Dezernenten für Wirtschaft, Verkehr und Wohnungswesen in Frankfurt am Main gewählt. Kurz zuvor war Landmann aus der jüdischen Gemeinde ausgetreten und konfessionslos geworden. Als Dezernent entwickelte er in einer Reihe von Denkschriften seine kommunalpolitische Konzeption zur Wirtschafts- und Wohnungsbaupolitik, an der er sich auch später orientierte. Dazu gehörte unter anderem die Wiederbelebung der im 19. Jahrhundert untergegangenen Frankfurter Messe.
1919 trat er der Demokratischen Partei bei. Am 2. Oktober 1924 wurde er in einer Kampfabstimmung mit 36 gegen 25 Stimmen als Nachfolger von Georg Voigt zum Oberbürgermeister der Stadt Frankfurt gewählt.
Am Tag vor dem nationalsozialistischen Wahlsieg bei den Kommunalwahlen am 12. März 1933 wurde er durch Drohungen aus dem Amt vertrieben und reichte seinen Rücktritt ein. Sein Nachfolger wurde am 13. März Friedrich Krebs (NSDAP).
Landmann zog danach von Frankfurt nach Berlin. Wegen seiner jüdischen Herkunft war er Schikanen ausgesetzt (siehe Geschichte des Antisemitismus bis 1945#Nationalsozialismus). Unter anderem entzog ihm der neue Magistrat im Juni 1933 seine Pensionszahlungen mit der Begründung, „Der Jude Landmann“ habe durch seine „größenwahnsinnige Wirtschaftsführung“ der Stadt ungeheure Lasten aufgebürdet. Auf Anweisung der Kommunalaufsicht musste die Stadt ab November 1933 seine Ruhestandsbezüge wieder auszahlen.
Gegen Ende seines Lebens geriet Landmann zunehmend in materielle Not. Krankheiten, die Judenvermögensabgabe und schließlich die Reichsfluchtsteuer hinterließen ihn nahezu mittellos. 1939 floh er kurz vor Kriegsausbruch in die Niederlande, die Heimat seiner Frau. Nach der deutschen Besetzung der Niederlande im Mai 1940 versteckten ihn Verwandte und Freunde, um ihn vor der Deportation zu bewahren. Am 5. März 1945 starb er im Versteck während des Hungerwinters an Unterernährung und Herzschwäche.

## Werk

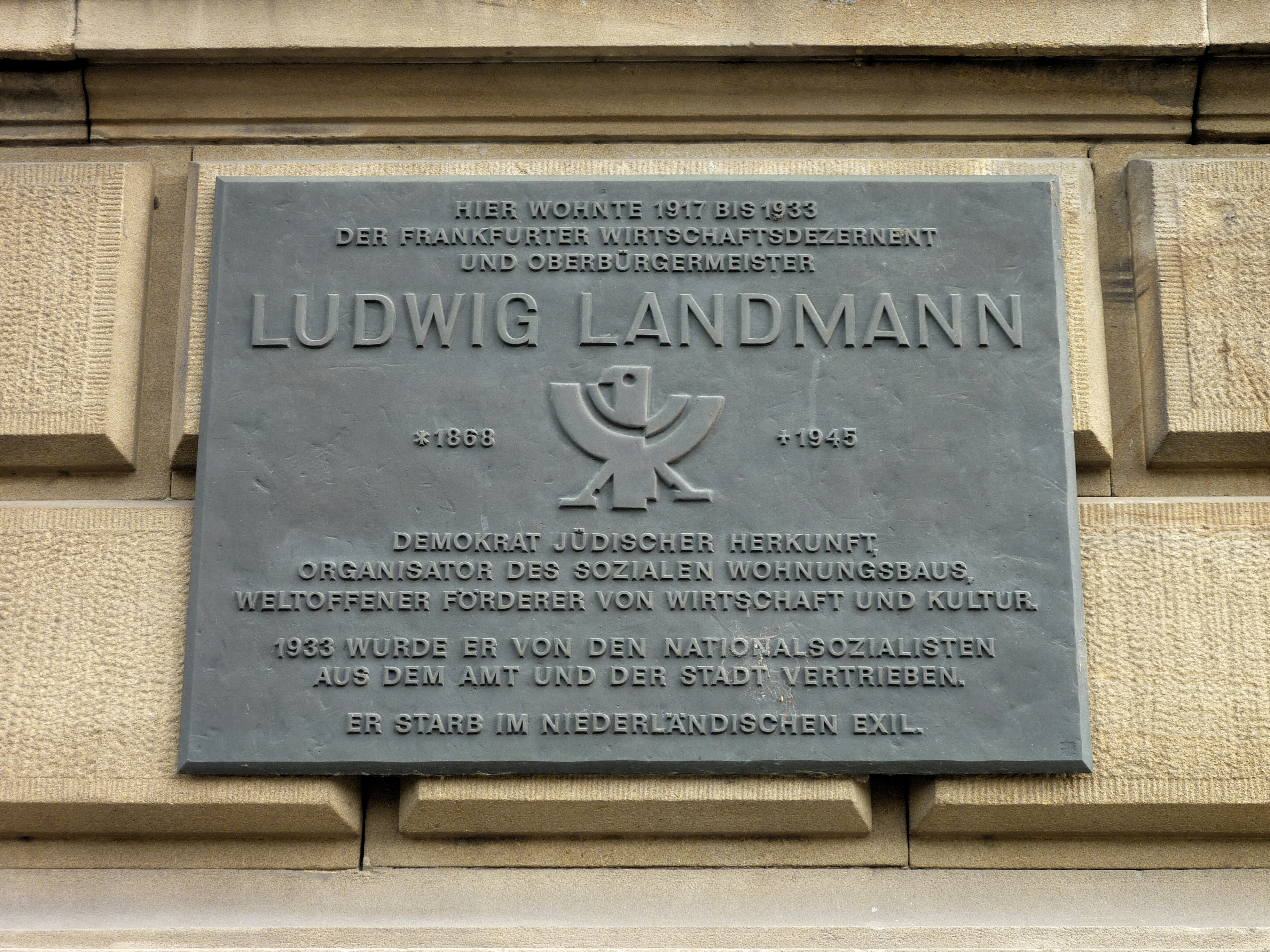
Gedenktafel für Landmann an dessen Wohnhaus in Frankfurt-Sachsenhausen

Rhein-Mainischer Städtekranz, Landmanns regionalpolitisches Konzept

Ludwig Landmann begann seine Amtszeit als Oberbürgermeister in einer wirtschaftlich schwierigen Zeit. Die Novemberrevolution nach dem Ende des Ersten Weltkriegs, die zeitweilige französische Besetzung Frankfurts 1919/20 und die Inflation bis 1923 hatten zu sozialen Spannungen geführt, die sich zeitweise in Straßenkrawallen entluden. Bedeutende Stiftungsvermögen, darunter das der Frankfurter Universität, waren durch die Inflation verlorengegangen, so dass die Stadt in die Verpflichtungen eintreten musste. Gleichzeitig fehlten überzeugende Konzepte für die Weiterentwicklung der Stadt, die bis 1914 eine 25-jährige Blütezeit erlebt hatte und nach Kriegsende ins Abseits zu geraten drohte.
Landmann beauftragte 1925 den Stadtbaurat Ernst May und den Kämmerer Bruno Asch mit dem Städtebauprogramm Neues Frankfurt. Als Siedlungsdezernent mit umfangreichen Befugnissen errichtete May bis 1932 etwa 12.000 Wohnungen vornehmlich für Arbeiter und Angestellte, darunter die Siedlungen Bruchfeldstraße, Praunheim, Bornheimer Hang, Römerstadt, Westhausen, Heimatsiedlung und Hellerhofsiedlung. Dafür holte er berühmte Architekten und Designer nach Frankfurt. Als Bauträger und Investoren fungierten die seit 1922 städtische Aktienbaugesellschaft für kleine Wohnungen, aber auch die 1925 von Landmann nach Frankfurt geholte Nassauische Heimstätte.
Ein weiterer Schwerpunkt Landmanns war die Regionalpolitik. Zur Verbesserung der Kooperation im Rhein-Main-Gebiet, das sich damals auf die Länder Preußen, Hessen und Bayern verteilte, entwickelte er bereits kurz nach seinem Amtsantritt das Konzept des Rhein-Mainischen Städtekranzes mit Frankfurt im Zentrum. Maßgeblich für die künftige Entwicklung sollten nicht die Landesgrenzen, sondern die Verkehrs- und Wirtschaftsströme der Region sein. Ein wichtiges Element dafür war die Entwicklung eines leistungsfähigen Schnellstraßennetzes. 1926 war Landmann Schirmherr bei der Gründung des HaFraBa-Vereins in Frankfurt mit dem Ziel, eine Autobahn von Hamburg über Frankfurt nach Basel zu errichten.
Darüber hinaus fallen in die Ära Landmann wichtige Infrastrukturmaßnahmen. 1924 begann der planmäßige Luftverkehrsdienst vom Flughafen Frankfurt-Rebstock, der 1925 bereits 5500 Passagiere in 2357 Flügen abfertigte und zu einem wichtigen Knotenpunkt im Netz der 1926 gegründeten Deutschen Luft Hansa wurde. Im neu errichteten Waldstadion fand 1925 die erste Arbeiterolympiade statt. 1928 entstand die Großmarkthalle am Frankfurter Osthafen.
Bereits kurz nach Amtsantritt hatte Landmann eine Eingemeindungskommission gegründet und das Gesetzgebungsverfahren für eine beträchtliche Gebietserweiterung Frankfurts betrieben. Am 1. April 1928 wurden die Stadt Höchst am Main und Teile des aufgelösten Landkreises Höchst sowie die ehemals zum Landkreis Hanau gehörende Gemeinde Fechenheim mit zusammen rund 80.000 Einwohnern eingemeindet. Damit überschritt Frankfurts Einwohnerzahl erstmals 500.000. Das Stadtgebiet vergrößerte sich um rund ein Drittel auf 195 Quadratkilometer. Mit den neuen Stadtteilen kamen die großen Chemiewerke Cassella Farbwerke Mainkur, Chemische Fabrik Griesheim-Elektron und Farbwerke Hoechst, die seit 1925 zur I.G. Farbenindustrie gehörten, zum Stadtgebiet. Das 1931 fertiggestellte I.G. Farben-Haus im Westend war seinerzeit das größte Verwaltungsgebäude Europas, ein sichtbares Zeichen für den Aufschwung, den Frankfurt in der Ära Landmann genommen hatte.
Im Preußischen und Deutschen Städtetag setzte sich Landmann für eine Reform der Weimarer Verfassung ein, um die finanzielle Lage der Städte zu verbessern. Er strebte eine Neugliederung des Deutschen Reiches nach Wirtschaftsregionen statt nach Ländern an, wie er dies mit dem Rhein-Mainischen Städtekranz für das Rhein-Main-Gebiet konzipiert hatte.

## Würdigung
Landmann gilt heute als bedeutender Frankfurter Oberbürgermeister, der sowohl über die visionäre Kraft eines langfristig planenden Städtebauers als auch den pragmatischen Sinn für das technisch und wirtschaftlich Machbare verfügte. Während seiner Amtszeit wurden zwar die Erfolge seiner Wirtschaftspolitik anerkannt, die Kosten insbesondere der Kulturpolitik aber auch kritisiert. Die Frankfurter Sozialdemokratie bemängelte zudem, dass Landmann die städtischen Wirtschaftsunternehmen privatwirtschaftlich organisierte, nach Möglichkeit in der Rechtsform der Aktiengesellschaft, um sie auf diese Weise dem Einflussbereich der Kommunalpolitik zu entziehen.

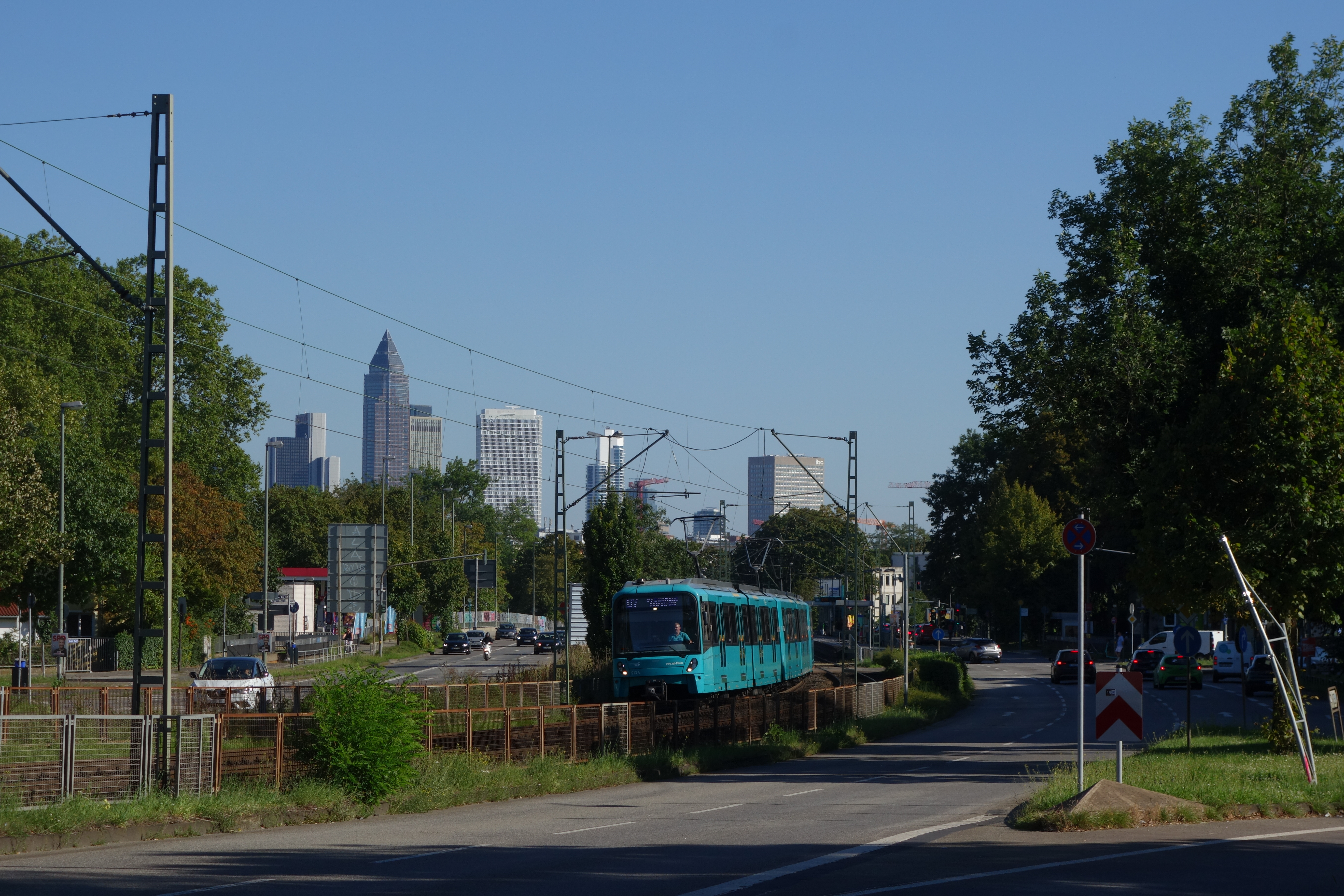
Ludwig-Landmann-Straße in Rödelheim, in der Mitte verläuft die Trasse der U-Bahn-Linie 7

Landmann war Ehrendoktor der Universitäten Heidelberg (1917) und Frankfurt (1928). Die Ludwig-Landmann-Straße, an der die Siedlungen Westhausen und Praunheim liegen, erinnert noch heute an ihn. Ein Porträt des Bürgermeisters von Wilhelm Runze, einem Sossenheimer Maler, hängt in der Wandelhalle vor dem Ratssaal im Frankfurter Rathaus Römer. Seit 1987 sind die sterblichen Überreste Landmanns und seiner Frau in einem Ehrengrab auf dem Frankfurter Hauptfriedhof bestattet. Die Grabplatte ist eine Kopie des Grabes in Voorburg (Niederlande), wo Landmann 1945 beerdigt wurde. An seinem früheren Frankfurter Wohnhaus ist eine Gedenktafel aus Bronze angebracht. 
Die Gesellschaft der Freunde und Förderer des Jüdischen Museums Frankfurt verleiht seit 2021 anlässlich der Wiedereröffnung des Museums den Ludwig-Landmann-Preis für Mut und Haltung. Erster Preisträger war Saul Friedländer.
Zweiter Preisträger war 2022 der Pianist und Aktivist Igor Levit.